# Stanići (żupania bielowarsko-bilogorska)
Stanići – wieś w Chorwacji, w żupanii bielowarsko-bilogorskiej, w gminie Kapela. W 2011 roku liczyła 123 mieszkańców.